# Maroa (Venezuela)
Maroa è un comune del Venezuela situato nello stato dell'Amazonas.
Il capoluogo del comune è la città di Maroa.